# François Barrême

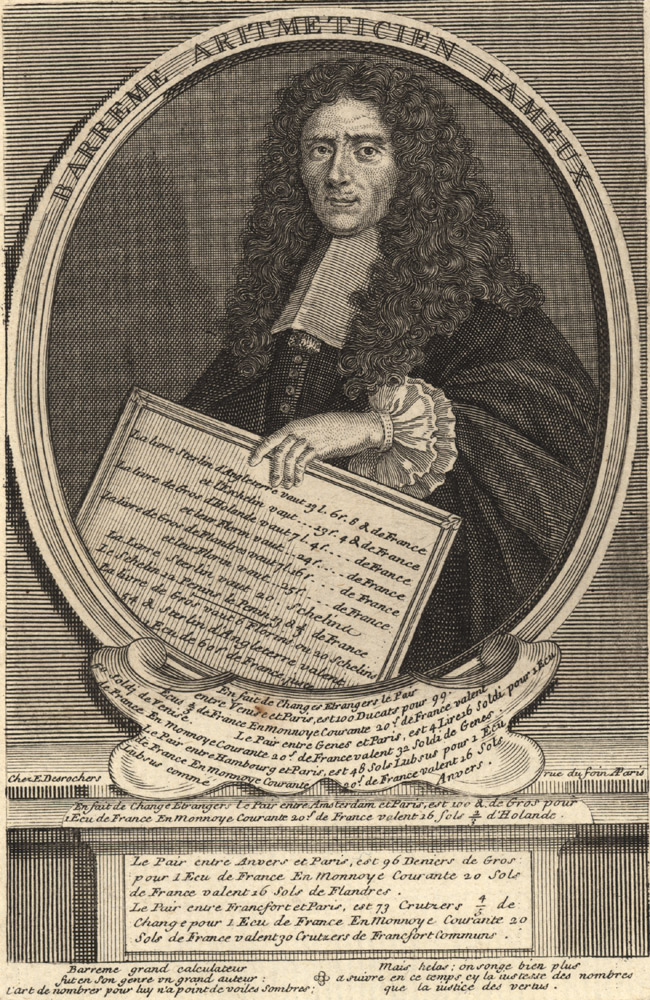
François Barrême
von Étienne Desrochers.

François Barrême, auch François-Bertrand Barrême (* 7. Juli 1638 in Tarascon; † 1703 in Paris), war ein französischer Mathematiker und gilt als einer der Begründer der Buchhaltung.

## Werke
- Les Comptes faits, ou Le Tarif général de toutes les monnoyes (1669), Digitalisat
- Le Livre nécessaire pour les comptables, avocats, notaires, procureurs, négociants, et généralement à toute sorte de conditions (1671)
- La Géométrie servant à l’arpentage, ouvrage si facile et si commode que par la seule addition on peut mesurer toute sorte de terres, bois et bâtimens (1673)
- Le Grand Banquier, ou le Livre des monnoyes étrangères réduites en monnoyes de France (1696)
- Le Livre facile pour apprendre l’arithmétique de soy-même & sans maître. Augmenté dans cette nouvelle édition de plus de 190 pages ou règles différentes, par N. Barrême. Ouvrage très-nécessaire à toute sorte de personne, aux unes pour apprendre l’arithmetique ; & à ceux qui la sçavent pour les aider à rappeller leur memoire de quantité de règles, qui s’oublient facilement faute de pratique journalière. Enseignée par Barrême, seul expert nommé par nosseigneurs de la Chambre des Comptes (1698) Digitalisat